# Deliver Us (série télévisée)
Deliver Us  (danois : Fred Til Lands)  est une série télévisée danoise de DR . Créée le 6 octobre 2019

## Synopsis
La série se déroule dans la petite ville d'Ebberup, où un jeune garçon, Axel, est écrasé et tué par son camarade de classe Mike, un psychopathe local. Cinq hommes s'associent pour planifier le meurtre parfait de Mike. Quand on commence à vouloir jouer les dieux, on flirte aussi avec le diable ![réf. nécessaire]

## Distribution
- Claus Riis Østergaard : Peter
- Anders Juul : Martin
- Lene Maria Christensen : Bibi
- Morten Hee Andersen : Mike
- Dar Salim : Milad
- Marijana Jankovic : Anna
- Mads Rømer : John
- Jesper Riefensthal : Tom
- Sylvester Byder : Kasper
- Frieda Krøgholt : Mia
- Genie Argiris : Liv

## Production
La série est principalement tournée dans la municipalité d'Assens en Fionie .  La série est produite par la société de production MOTOR en collaboration avec DR.
FilmFyn a investi 5 millions DKK dans la série.

## Prix
La série a remporté un Reflet d'Or dans la catégorie "Meilleure série télévisée" au Festival du Film de Genève en Suisse.